# Köckerling

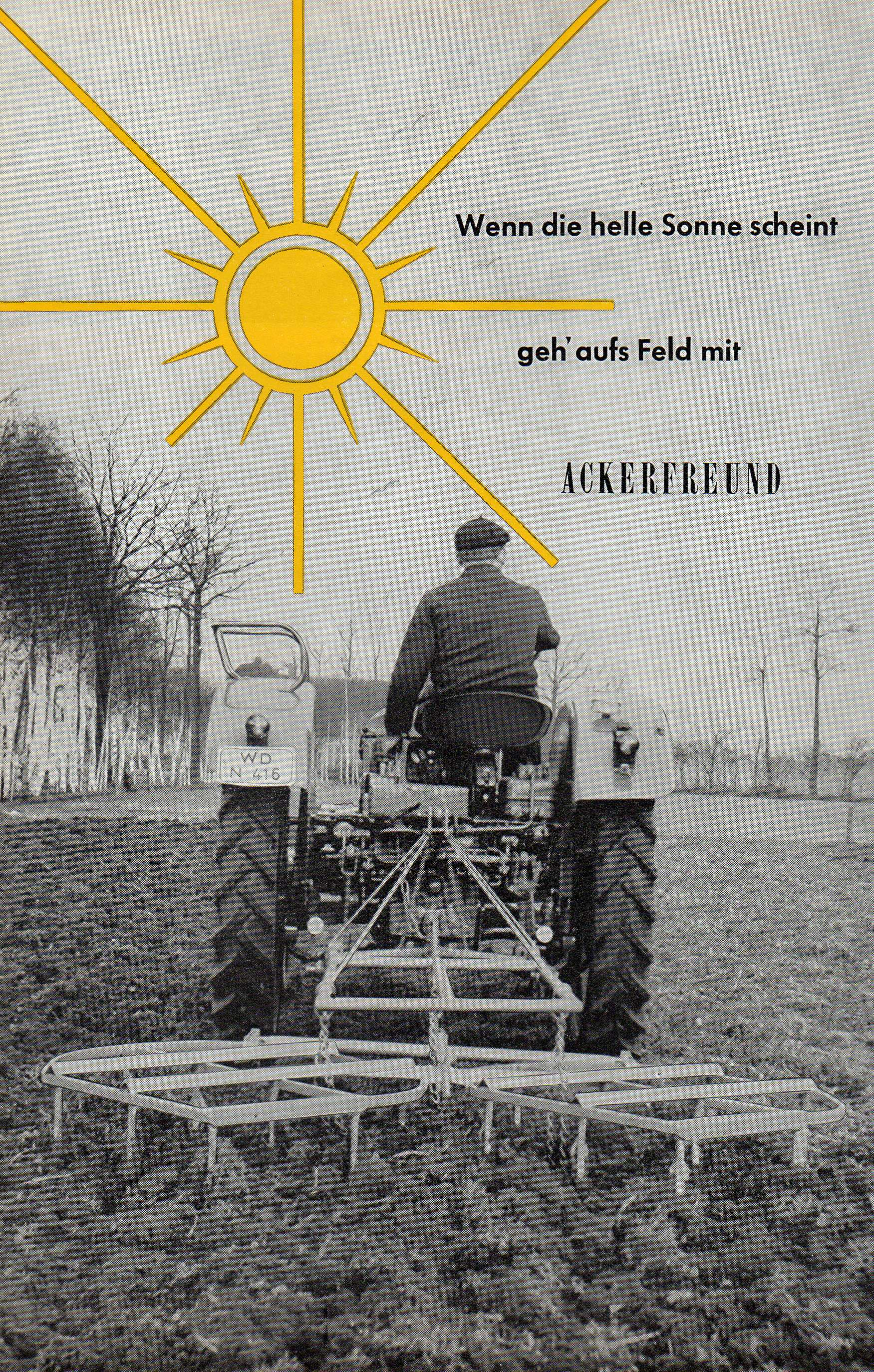
Werbeprospekt zur Gerätereihe „Ackerfreund“ von 1968

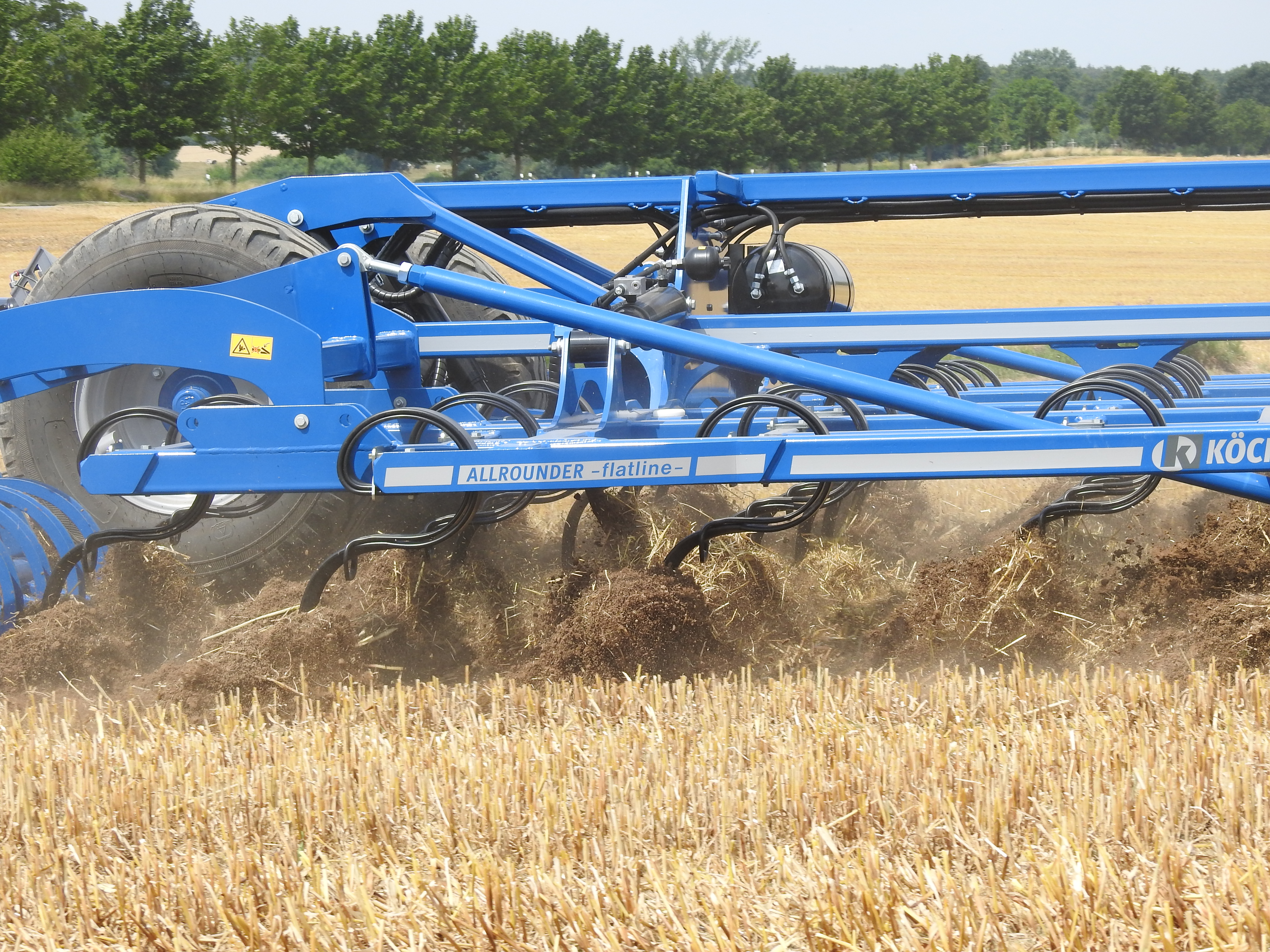

Die Köckerling GmbH & Co. KG ist ein auf Landtechnik für die pfluglose Bodenbearbeitung spezialisierter Hersteller von Bodenbearbeitungsgeräten und Sämaschinen mit Hauptsitz in der ostwestfälischen Stadt Verl in Deutschland. Die international vertriebenen Produkte von Köckerling werden vor allem bei Mulch- oder Direktsaatverfahren und im ökologischen Landbau eingesetzt.
Das von Christiane Köckerling und Dirk Pollmeier geführte industrielle Familienunternehmen beschäftigt in Deutschland und Frankreich gut 220 Mitarbeiter. In Frankreich besteht seit 2002 das Tochterunternehmen Köckerling France SAS mit Sitz in Essay. Das Exportgeschäft, insbesondere nach West- und Osteuropa, nimmt bei Köckerling etwa die Hälfte des Gesamtumsatzes ein (Stand 2010).

## Geschichte
Die Anfänge der heutigen Firma Köckerling gehen zurück auf den Schmiedemeister Köckerling, der sich 1883 in Varensell mit einer  Schmiede selbständig machte. In zweiter Generation übernahm Arnold Köckerling 1919 die Schmiede und baute sie bis zu seinem Ruhestand aus. Hier wurden bereits Anhängepflüge, Eggen und weitere Bodenbearbeitungsgeräte gebaut. Zum 1. Januar 1955 wurde von dem Kaufmann Heinrich und dem Ingenieur Friedrich Köckerling die Firma Gebrüder Köckerling OHG in Verl gegründet. Anfänglich wurden Saatbettkombinationen und Hackmaschinen gefertigt. Mit dem Vielfachgerät „Super 2/53“ und der Grubberegge „Ackerfreund“ stellten die Gebrüder Köckerling im Jahr 1955 ihre ersten serienreifen Bodenbearbeitungsgeräte vor.
Nach verschiedenen Weiterentwicklungen wurden im Jahre 1968 mit dem „Bestell Minimat“ zum ersten Mal die Weichen in Richtung Minimalbodenbearbeitung gestellt. Durch die Kombination von Anbaupflug und Sämaschine war es möglich, unnötige Überfahrten und Umrüstzeiten einzusparen und die Bodenstruktur zu schonen („konservierende Bodenbearbeitung“). Im Jahre 1982 erweiterte Köckerling sein Sortiment in Richtung Grünlandpflege. Mit der Durchsämaschine „Herbamat“ war eine umbruchlose Grünlanderneuerung möglich. Später folgte ein Grünlandstriegel, der auch heute noch als „Grasmaster“ produziert wird. Den steigenden Anforderungen an Leistung und Schlagkraft im Bereich der Sätechnik stellte sich Köckerling 1990 mit der Vorstellung der pneumatischen Drillmaschinenreihe „AT“. Mit Arbeitsbreiten von bis zu sechs Metern waren sowohl Mulchsaat als auch Direktsaat kein Problem.
Mit der zunehmenden Produktionserweiterung wurde 2000 die Fertigungsstätte in Verl um eine neue Fertigungshalle ergänzt. Seither hat Köckerling das Produktprogramm weiter auf die pfluglose Bodenbearbeitung spezialisiert und sich vor allem mit dem im Jahre 1996 entwickelten Mulchsaatgrubber „Vario“ einen Namen gemacht. Im Jahr 2018 hat das Unternehmen einen neuen Produktionsstandort im Delbrücker Ortsteil Lippling in Betrieb genommen. An diesem Standort findet sich die Farbgebung und die Endmontage der Maschinen.

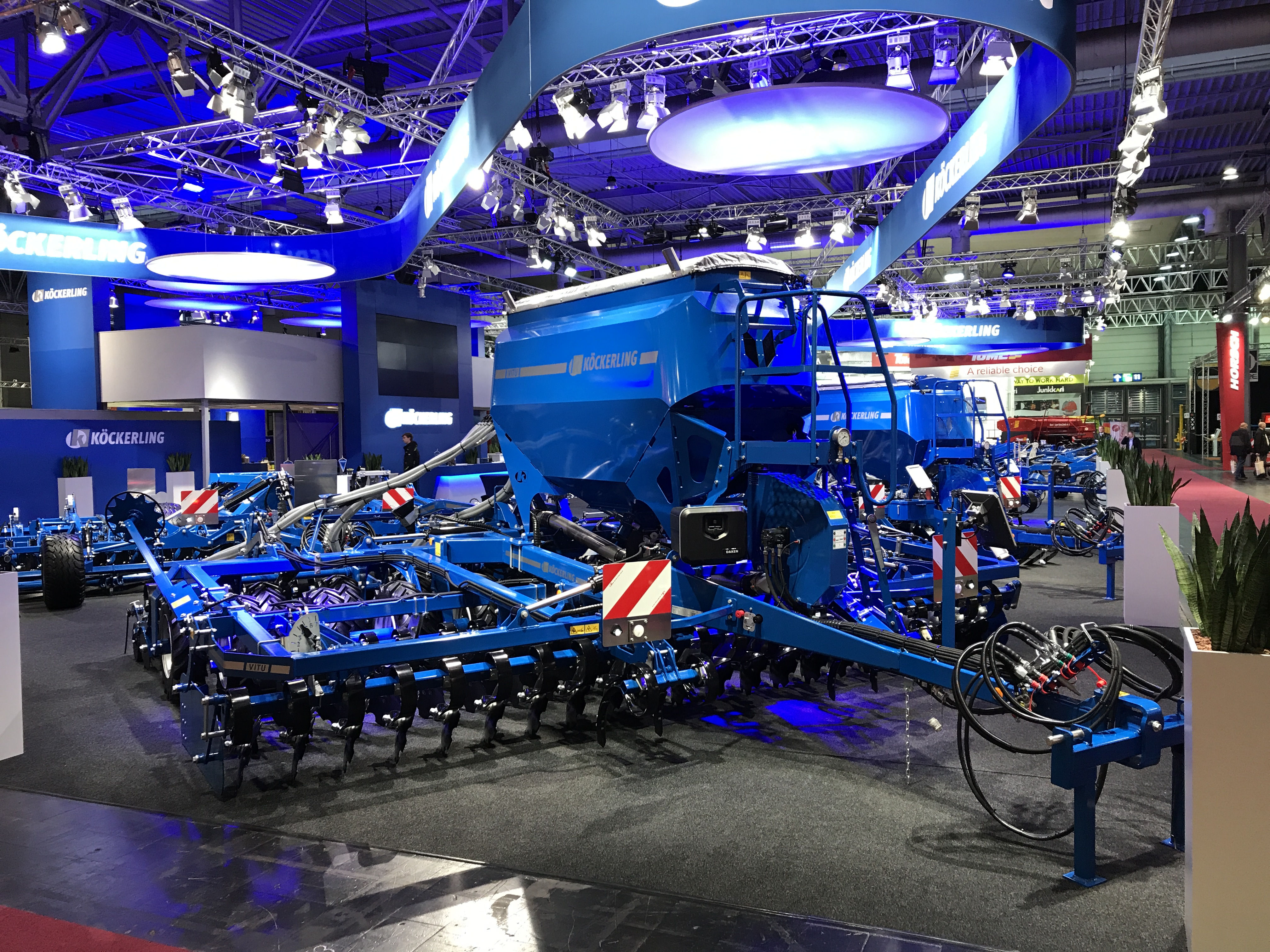
Köckerling auf der Agritechnica 2019 in Hannover.

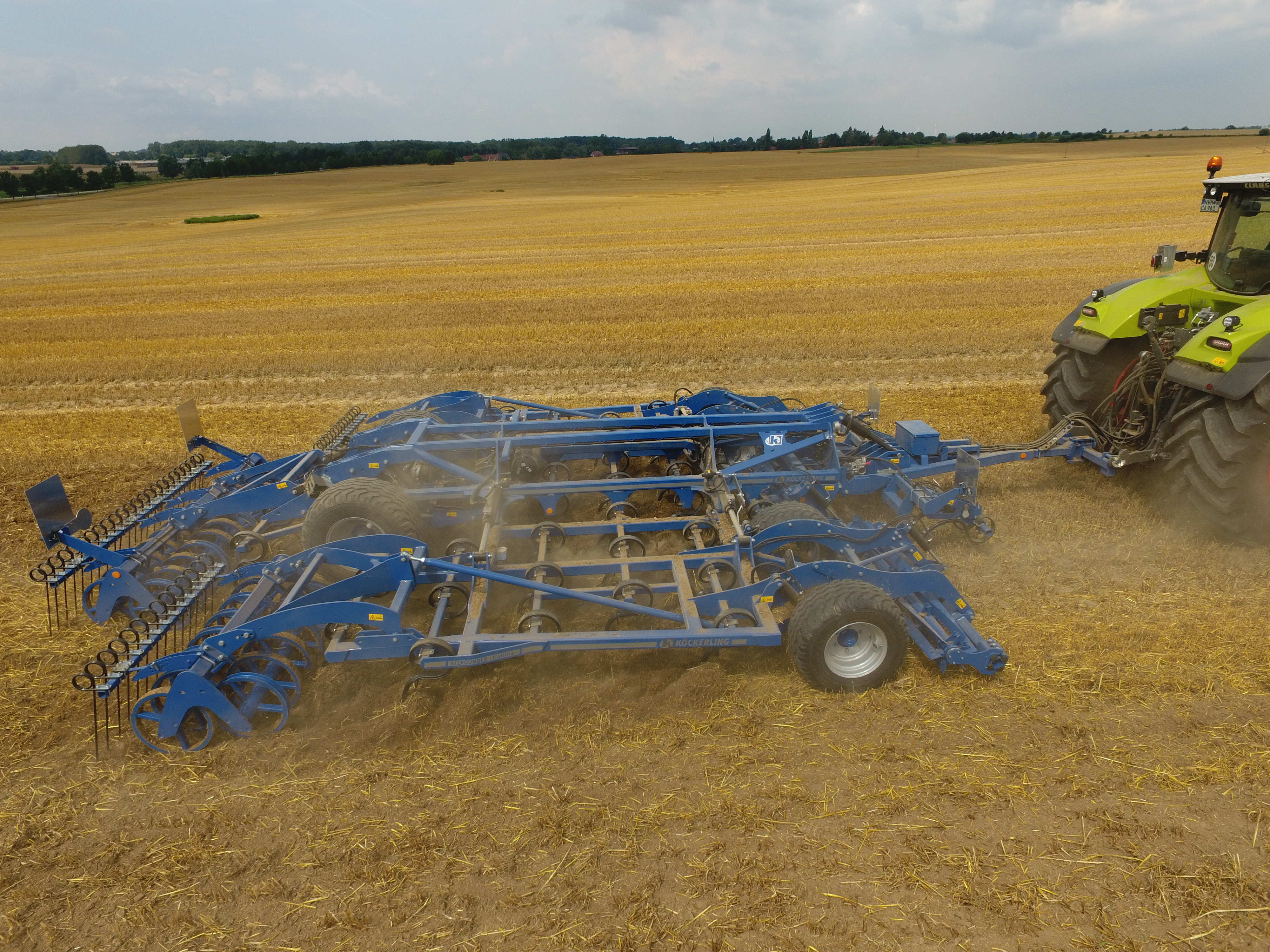

## Weblinks

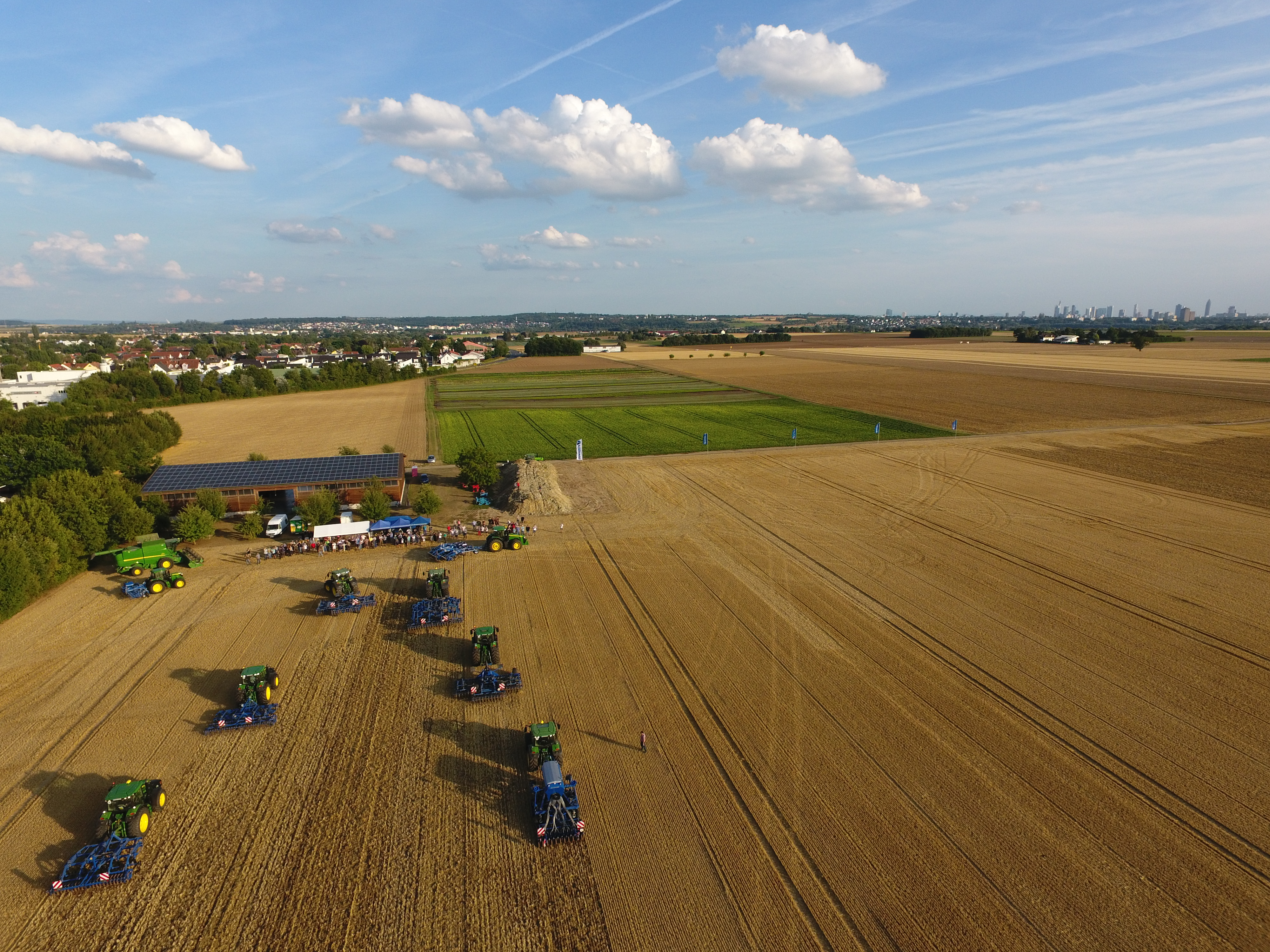
Feldtag von Köckerling im Sommer 2019 nahe Frankfurt.